# José Enrique Gutiérrez Cataluña
José Enrique Gutiérrez Cataluña, també conegut com a Quique Gutiérrez (València, 18 de juny de 1974), va ser un ciclista espanyol que fou professional entre el 1998 i el 2011.
Els seus millors resultats els obtingué mentre estava a l'equip Phonak, en guanyar una etapa de la Volta a Espanya i quedar segon de la classificació final del Giro d'Itàlia de 2006, sols superat per Ivan Basso.
El 2006, en el marc de l'Operació Port, fou identificat per la Guàrdia Civil com a client de la xarxa de dopatge liderada per Eufemiano Fuentes.
El 5 de maig de 2010 va anunciar que posava punt final a la seva carrera professional.

## Palmarès
- 1996
  - 1r a la Volta a Lleó
- 1997
  -  Campió d'Espanya de contrarellotge
- 2000
  - Vencedor d'una etapa del Gran Premi Internacional de ciclisme MR Cortez-Mitsubishi
- 2002
  - Vencedor d'una etapa de la Dauphiné Libéré
- 2004
  - Vencedor d'una etapa de la Volta a Espanya
  - Vencedor d'una etapa de la Dauphiné Libéré

### Resultats al Tour de França
- 2001. 25è de la classificació general
- 2002. 29è de la classificació general
- 2003. 41è de la classificació general
- 2004. 28è de la classificació general
- 2005. 49è de la classificació general

### Resultats al Giro d'Itàlia
- 2000. Abandona
- 2006. 2n de la classificació general

### Resultats a la Volta a Espanya
- 2000. 36è de la classificació general
- 2001. Abandona
- 2002. 37è de la classificació general
- 2003. 34è de la classificació general
- 2004. 31è de la classificació general. Vencedor d'una etapa
- 2005. Abandona (5a etapa)